# Music Inspired by The Lord of the Rings
Music Inspired by The Lord of the Rings es el cuarto álbum de estudio de Mostly Autumn. La música está inspirada en la novela de J. R. R. Tolkien, pero el álbum fue lanzado porque la primera de las películas de la trilogía cinematográfica de El Señor de los Anillos dirigida por Peter Jackson había sido filmada y anunciada, y con el fin —implícito aunque no declarado— de aprovechar comercialmente el tirón de la película sobre la misma obra. La urgencia del lanzamiento, para sincronizarlo en diciembre con el estreno de la película, llevó a que su comercialización se produjera sin aviso previo, por lo que se le conoció como el Unexpected Album; y a que su grabación debiera ser realizada en tan sólo una quincena en los Fairview Studios de Kingston upon Hull. Fue el primer álbum de estudio de Mostly Autumn para el sello Classic Rock Legends; y a pesar de los fallos de acabado que se le señalan, debidos a las prisas en su grabación, sus críticas no son en absoluto negativas.

## Lista de canciones
| N.º     | Título                                   | Escritor(es)              | Duración |  |
| 1.      | «Overture: The Forge of Sauron»          | Bryan Josh, Iain Jennings | 4:07     |  |
| 2.      | «Greenwood the Great (Shadowy Glades)»   | Josh                      | 5:25     |  |
| 3.      | «Goodbye Alone»                          | Josh                      | 6:52     |  |
| 4.      | «Out of the Inn»                         | Josh                      | 5:19     |  |
| 5.      | «On the Wings of Gwaihir»                | Josh                      | 5:03     |  |
| 6.      | «At Last to Rivendell»                   | Jennings                  | 3:38     |  |
| 7.      | «Journey's Thought»                      | Josh, Jennings            | 4:31     |  |
| 8.      | «Caradhras the Cruel»                    | Josh                      | 2:30     |  |
| 9.      | «The Riders of Rohan»                    | Josh, Jennings            | 3:33     |  |
| 10.     | «Lothlórien»                             | Heather Findlay, Josh     | 3:42     |  |
| 11.     | «The Return of the King»                 | Josh                      | 3:19     |  |
| 12.     | «To the Grey Havens»                     | Josh, Jennings            | 5:59     |  |
| 13.     | «Helm's Deep» (Vídeo en directo para PC) |                           | 6:30     |  |
| 1:00:28 |                                          |                           |          |  |

## Intérpretes
- Bryan Josh: voz solista y coros, guitarra solista y rítmica;
- Heather Findlay: voz solista y coros, guitarra acústica, flauta dulce, pandereta y bodhrán;
- Iain Jennings: teclado;
- Angela Goldthorpe: flauta, flauta dulce y voces de acompañamiento;
- Liam Davison: guitarra acústica, rítmica y slide;
- Andy Smith: bajo eléctrico;
- Jonathan Blackmore: batería.

Con:
- Duncan Rayson: teclado y programación (pistas 1 y 5);
- Marcus Bousfield: violín;
- Marissa Claughan: violonchelo;
- Chè: yembe.